# Hem ljuva hem (1997)
Hem ljuva hem är en svensk animerad kortfilm från 1997 i regi av Ulla-Carin Grafström.
Filmen skildrar Carl XVI Gustaf och Drottning Silvia och producerades av Grafström. Den premiärvisades 25 december 1997 och visades året efter på Göteborgs filmfestival. Den vann en Guldbagge 1998 i kategorin Bästa kortfilm.

## Musik
- "Kungens lilla piga" (text och musik Anna-Lisa Frykman, framförd av Cicci Lorentzon)[1]